# 伊戈尔·晓戈列夫
伊戈尔·奥列格维奇·晓戈列夫（俄语：Игорь Олегович Щёголев，1965年11月10日—），俄罗斯联邦政治人物。现任俄罗斯联邦总统驻中央聯邦管區全权代表。

## 生平
1965年生于乌克兰文尼察。1984年毕业于莫斯科国立外国语大学，1988年毕业于德国莱比锡大学日尔曼语系。会说法语、德语和英语。
1988年至1998年，在塔斯社（后改为俄通社-塔斯社）工作，曾任驻法国巴黎记者。
1998年，进入俄罗斯政府任职。1999年6月，开始担任总理斯捷帕申的顾问。同年9月，开始担任总理普里马科夫的发言人。
2000年1月至2001年12月，俄罗斯总统办公厅新闻局局长。2002年1月，转任总统礼宾司司长。2008年5月12日，在普京政府出任通信与大众传媒部部长。
2012年5月22日，转任俄罗斯联邦总统助理。2014年7月，被美国列入制裁名单（2014年克里米亞危機）。2018年6月26日，被普京任命为俄罗斯联邦总统驻中央聯邦管區全权代表。2018年7月3日，俄罗斯联邦安全会议成员。

## 荣誉
- 三级祖国功勋勋章（2012年）